# Complexe gouvernemental de Daejeon
Le complexe gouvernemental de Daejeon, situé à Dunsan-dong, quartier de Seo (en), dans la ville de Daejeon, est un ensemble de quatre bâtiments abritant des administrations du gouvernement de la Corée du Sud.

## Administrations hébergées
- Service des douanes de Corée (en)
- Service des marchés publics (en)
- Administration du patrimoine culturel de Corée
- Statistique de Corée (en)
- Office coréen de la propriété intellectuelle (en)
- Administration des petites et moyennes entreprises (en)
- Service forestier de Corée (en)
- Administration du personnel militaire (en)
- Archives nationales de Corée (en)

## Construction
La superficie du complexe gouvernemental de Daejeon est de 518 338 ㎡. Il comprend 4 bâtiments de 20 étages de hauteur. La surface totale de plancher est de 240 980 ㎡. La construction s'est étalée de septembre 1993 à décembre 1997.

## Articles connexes

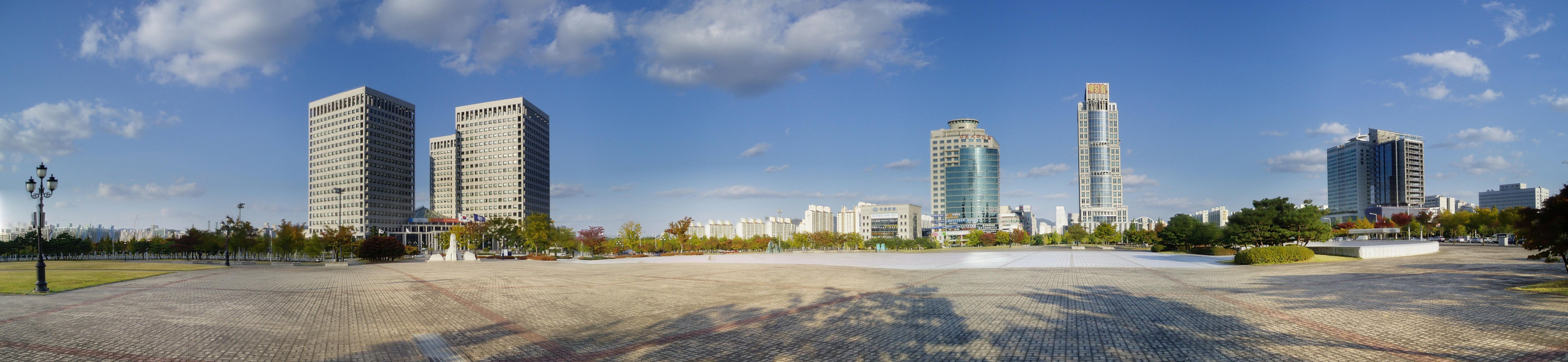